# Ферідун Сінірліоглу
Ферідун Хаді Сінірліоглу (30 січня 1956) — турецький дипломат і державний діяч. Міністр закордонних справ Туреччини (2015-2016). Постійний представник Туреччини при Організації Об'єднаних Націй (з 2016).

## Життєпис
Народився 30 січня 1956 року у Герелі. Закінчив факультет політології Університету Анкари. Отримав ступінь магістра в Босфорському університеті, потім закінчив докторат там же. Володіє англійською та німецькою мовами.
З 1985 року другий, головний секретар Посольства Туреччини в Гаазі (Нідерланди).
З 1988 року — головний секретар Посольства Туреччини в Бейруті (Ліван)
З 1990 року — головний секретар Посольства Туреччини у Греції.
З 1992 року — заступник Постійного представника Туреччини в ООН.
У 2002—2007 рр. — Надзвичайний і Повноважний Посол Туреччини в Ізраїлі.
З 1992 року — радник прем'єр-міністра Сулеймана Деміреля.
З 2 вересня 1996 по 15 вересня 2000 рр. — головний радник Президента Туреччини.
З 21 серпня 2009 по 21 серпня 2015 рр. — заступник міністра закордонних справ Туреччини.
З серпня 2015 по жовтень 2016 рр. — міністр закордонних справ Туреччини.
З 16 жовтня 2016 року — Постійний представник Туреччини при Організації Об'єднаних Націй.